# 本·宗内费尔德
贝尔纳杜斯·乔安内斯·马里亚·宗内费尔德（荷兰语：Bernardus Joannes Maria Zonneveld），通常叫做本·宗内费尔德（Ben Zonneveld）是一位荷兰植物科学家和植物学家，以其在郁金香和水仙花的遗传学及其亚属分类方面的工作而闻名。

## 职业
宗内费尔德于1972年在莱顿大学获得数学科学（生物学和遗传学）博士学位，并成为生物学研究所的遗传学教授。他在南部（1970年代至90年代）、南非（2000年）和墨西哥（2005年）进行了植物考察。
在莱顿大学克卢修斯实验室分子植物科学研究所工作后，搬到同城的自然生物多样性中心的植物标本馆。
他在植物遗传学领域发表了大量著作。

## 出版物
精选出版物包括：
- Zonneveld, B. J. M. . Plant Systematics and Evolution. 27 July 2011, 297 (3–4): 201–206. doi:10.1007/s00606-011-0507-2 .
- Zonneveld, B. J. M. . Plant Systematics and Evolution. 2008, 275 (1–2): 109–132. doi:10.1007/s00606-008-0015-1 .
- Veldkamp, J. F.; Zonneveld, B. J. M. . Plant Systematics and Evolution. 2011, 298: 87–92. doi:10.1007/s00606-011-0525-0 .